# واتكن وليامز
واتكن وليامز (بالويلزية: Watkin Williams)‏ هو طبيب وقاضي وسياسي بريطاني (وحمل سابقاً جنسية المملكة المتحدة لبريطانيا العظمى وأيرلندا)، ولد في 23 سبتمبر 1827 في المملكة المتحدة، وتوفي في 17 يوليو 1884 في نوتنغهام في المملكة المتحدة. حزبياً، نشط في الحزب الليبرالي. في الانتخابات العامة في المملكة المتحدة 1868 ‏، انتخب عضو برلمان المملكة المتحدة الـ20 عن دائرة Denbigh Boroughs (UK Parliament constituency) ‏ (17 نوفمبر 1868 – 26 يناير 1874) وفي الانتخابات العمومية البريطانية 1874 ‏، انتخب عضو برلمان المملكة المتحدة الـ21 عن دائرة Denbigh Boroughs (UK Parliament constituency) ‏ (31 يناير 1874 – 24 مارس 1880) وفي الانتخابات العمومية البريطانية 1880 ‏، انتخب عضو برلمان المملكة المتحدة الـ22 عن دائرة Caernarvonshire ‏ (31 مارس 1880 – 5 نوفمبر 1880).